# CS Rapid București (baschet masculin)
Clubul Sportiv Rapid București, cunoscut sub denumirea de CS Rapid București, Rapid București, sau pur și simplu Rapid, este un club de baschet românesc cu sediul în București, care participă în prezent la Liga Națională în Liga Națională. Echipa reprezintă secția masculină de baschet a CS Rapid București, club multisport. Rapid a câștigat un titlu național în 1951 și a terminat de trei ori pe locul trei, în 1961, 1964 și 1983, dar în ultimii ani a jucat mai ales în Liga I de gradul doi. Cu toate acestea, în 2018, liga a fost comasată cu Liga Națională, ceea ce a însemnat că Rapid a fost promovat înapoi în liga de elită.

## Palmares
Liga Națională
 Câștigători (1): 1951
 Locul 3 (3): 1961, 1964, 1983
 Cupa României
 Finaliști (1): 2024

## Jucători de seamă
- Ben Altit
- Pridgett, Sayeed
- Bilinovac, Josip
- Petrilevičius, Paulius
- Dorneanu, Matei
- Șomăcescu, Tudor
- Badiu, Marcu
- Sandu, Bogdan
- Andrei, Mihnea
- Oprea, David
- Girbea, Tudor
- Tyler Stone
- Gilbert, Alterique
- Fitzpatrick, Toarlyn